# Andlau
Andlau (Elzassisch: Àndlöi) is een gemeente in het Franse departement Bas-Rhin in de regio Grand Est. De gemeente telde 1.759 inwoners op 1 januari 2022.

## Geschiedenis
De geschiedenis van de gemeente hangt samen met die van abdij Andlau, een abdijvorstendom in het Heilige Roomse Rijk. De groeiende macht van de heren van Andlau zorgde voor talrijke conflicten met de abten van Andlau. De heren van Andlau verkregen het recht om een stadsmuur te bouwen. Andlau werd zo een ommuurde stad. De muur was 1.400 meter lang en werd gebouwd met lokaal gewonnen steen. De muur was aan de basis tot twee meter dik. De Porte Haute (Obertor, 15e eeuw) gaf uit op de naastliggende abdij, die zelf ook ommuurd was. Voor de bouw en het onderhoud van de omwalling hieven de heren van Andlau belastingen op wijn, graan en vis. 
De stadsmuur verloor stilaan haar militair nut en de inwoners begonnen hun huizen tegen de muur aan te bouwen. Een inventaris uit 1779 beschrijft de nog steeds aanwezige stadsmuur en vermeldt dat de stadspoorten nog in goede staat waren. In de loop van de 19e eeuw werden de stadspoorten en een groot deel van de stadsmuur gesloopt. Zo verdween de Porte Haute in 1865.
De gemeente maakte deel uit van het arrondissement Sélestat dat in 1974 fuseerde met het arrondissement Erstein tot het arrondissement Sélestat-Erstein.
Andlau maakte deel uit van het kanton Barr tot het op 22 maart 2015 werd opgeheven en de gemeenten werden opgenomen in het kanton Obernai.

## Geografie
De oppervlakte van Andlau bedraagt 23,69 vierkante kilometer; Op 1 januari 2022 was de bevolkingsdichtheid 74,3 inwoners per km².
De gemeente ligt op de oostelijke flanken van de Vogezen en omvat veel wijngaarden.

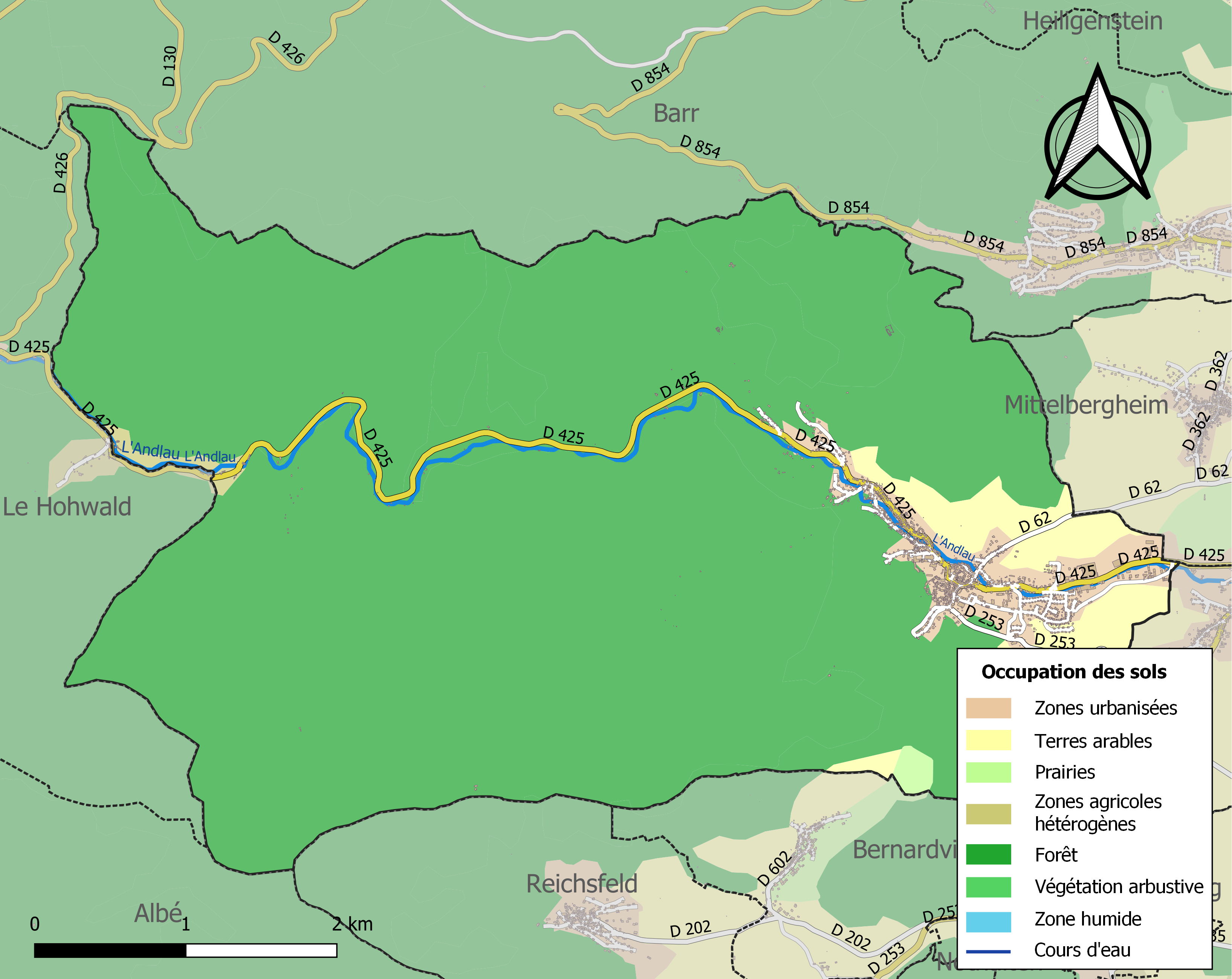
Kaart van de gemeente met de belangrijkste infrastructuur, bodemgebruik en omliggende gemeenten

## Bezienswaardigheden

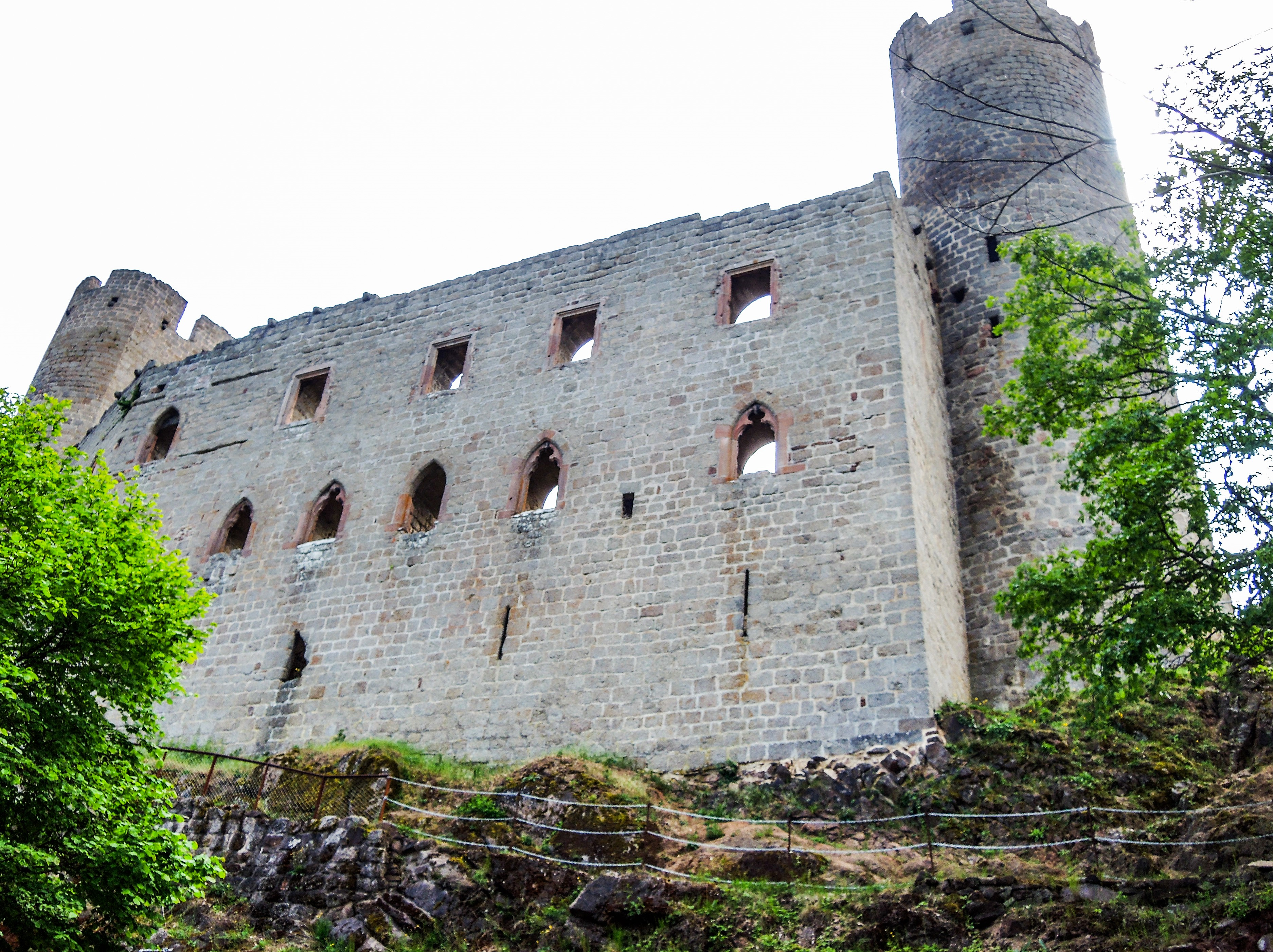
Kasteel van Andlau

De kapel Saint-André werd gebouwd in de 13e eeuw.
Op het grondgebied van de gemeente, op heuveltoppen van de Vogezen, liggen de kasteelruïnes van Andlau en Spesbourg.
Het kasteel van Andlau ligt op de Silberberg en werd gebouwd in graniet. Het werd gebouwd in de 13e eeuw en was een bezit van de Abdij Andlau. Het woongedeelte wordt geflankeerd door twee ronde torens. Het kasteel werd bewoond tot de Franse Revolutie maar verviel daarna tot ruïne.
Het kasteel van Spesbourg werd gebouwd in het midden van de 13e eeuw in opdracht van Alexandre de Dicka. In de 14e eeuw kwam het ook in handen van de Abdij Andlau. Het kasteel werd gebouwd in graniet en heeft een vierkante donjon van bijna 25 m hoog.

## Demografie
Onderstaande figuur toont het verloop van het inwonertal.
Andlau · Barr · Bernardvillé · Bernardswiller · Blienschwiller · Bourgheim · Dambach-la-Ville · Eichhoffen · Epfig · Gertwiller · Goxwiller · Heiligenstein · Le Hohwald · Itterswiller · Krautergersheim · Meistratzheim · Mittelbergheim · Niedernai · Nothalten · Obernai · Reichsfeld · Saint-Pierre · Stotzheim · Valff · Zellwiller